# Joe Budden
Joseph Anthony Budden II (Nova Iorque, 31 de agosto de 1980) é um podcaster e ex-rapper norte-americano.

## Carreira
Budden ganhou reconhecimento como rapper com o single “Pump It Up” de 2003, que chegou ao top 40 das paradas musicais, e como membro do supergrupo de hip hop Slaughterhouse. Em 2018, ele se aposentou do rap e encontrou sucesso como apresentador de programas, tendo uma participação muito divulgada como co-apresentador do programa Everyday Struggle na Complex.[carece de fontes?]
Atualmente, ele é o anfitrião do The Joe Budden Podcast, lançado duas vezes por semana no Patreon e no YouTube, além de apresentar o programa State of the Culture na Revolt. Ele tem sido descrito como “o Howard Stern do hip-hop”.